# Чемпионат Дании по шахматам 2017
Чемпионат Дании по шахматам 2017 проходил в Скёрпинге с 8 по 17 апреля.
Мадс Андерсен стал во второй раз чемпионом страны.
- Категория: 9 (средний рейтинг 2455)

## Таблица
| №  | Участники             | Город       | Эло  | 1 | 2 | 3 | 4 | 5 | 6 | 7 | 8 | 9 | 10 |  | Очки | Место |
| -- | --------------------- | ----------- | ---- | - | - | - | - | - | - | - | - | - | -- |  | ---- | ----- |
| 1  | Андерсен, Мадс        | Сканнерборг | 2565 |   | 1 | ½ | ½ | ½ | 1 | 1 | 1 | 1 | 1  |  | 7½   | 1     |
| 2  | Расмуссен, Аллан Стиг |             | 2533 | 0 |   | 1 | 1 | 1 | 1 | 0 | 1 | 1 | 1  |  | 7    | 2     |
| 3  | Тюбо, Йеспер          |             | 2437 | ½ | 0 |   | ½ | ½ | 0 | 1 | 1 | 1 | 1  |  | 5½   | 3     |
| 4  | Антонсен, Миккель     | Кёге        | 2447 | ½ | 0 | ½ |   | ½ | 0 | ½ | 1 | 1 | 1  |  | 5    | 4     |
| 5  | Igor Teplyi           |             | 2438 | ½ | 0 | ½ | ½ |   | ½ | ½ | ½ | ½ | 1  |  | 4½   | 5—8   |
| 6  | Окснер, Бьёрн Мёллер  |             | 2433 | 0 | 0 | 1 | 1 | ½ |   | ½ | 0 | ½ | 1  |  | 4½   | 5—8   |
| 7  | Расмуссен, Карстен    | Сканнерборг | 2449 | 0 | 1 | 0 | ½ | ½ | ½ |   | 0 | 1 | 1  |  | 4½   | 5—8   |
| 8  | Mads Hansen           |             | 2444 | 0 | 0 | 0 | 0 | ½ | 1 | 1 |   | 1 | 1  |  | 4½   | 5—8   |
| 9  | Jacob Carstensen      |             | 2381 | 0 | 0 | 0 | 0 | ½ | ½ | 0 | 0 |   | 1  |  | 2    | 9     |
| 10 | Jacob Sylvan          |             | 2425 | 0 | 0 | 0 | 0 | 0 | 0 | 0 | 0 | 0 |    |  | 0    | 10    |

## Примечательные партии
|   | a | b | c | d | e | f | g | h |   |
| - | --- | --- | --- | --- | --- | --- | --- | --- | - |
| 8 | e8 чёрная ладья · g8 чёрный король · a7 чёрный слон · b7 чёрная пешка · f7 чёрный ферзь · a6 чёрная пешка · e6 чёрная пешка · f6 чёрная пешка · d5 чёрный конь · f5 чёрный конь · g5 белый слон · h5 чёрная пешка · b4 белая пешка · d4 белая пешка · a3 белая пешка · d3 белый ферзь · f3 белый конь · g3 белая пешка · h3 белая пешка · e2 белая ладья · f2 белая пешка · e1 белая ладья · g1 белый король | e8 чёрная ладья · g8 чёрный король · a7 чёрный слон · b7 чёрная пешка · f7 чёрный ферзь · a6 чёрная пешка · e6 чёрная пешка · f6 чёрная пешка · d5 чёрный конь · f5 чёрный конь · g5 белый слон · h5 чёрная пешка · b4 белая пешка · d4 белая пешка · a3 белая пешка · d3 белый ферзь · f3 белый конь · g3 белая пешка · h3 белая пешка · e2 белая ладья · f2 белая пешка · e1 белая ладья · g1 белый король | e8 чёрная ладья · g8 чёрный король · a7 чёрный слон · b7 чёрная пешка · f7 чёрный ферзь · a6 чёрная пешка · e6 чёрная пешка · f6 чёрная пешка · d5 чёрный конь · f5 чёрный конь · g5 белый слон · h5 чёрная пешка · b4 белая пешка · d4 белая пешка · a3 белая пешка · d3 белый ферзь · f3 белый конь · g3 белая пешка · h3 белая пешка · e2 белая ладья · f2 белая пешка · e1 белая ладья · g1 белый король | e8 чёрная ладья · g8 чёрный король · a7 чёрный слон · b7 чёрная пешка · f7 чёрный ферзь · a6 чёрная пешка · e6 чёрная пешка · f6 чёрная пешка · d5 чёрный конь · f5 чёрный конь · g5 белый слон · h5 чёрная пешка · b4 белая пешка · d4 белая пешка · a3 белая пешка · d3 белый ферзь · f3 белый конь · g3 белая пешка · h3 белая пешка · e2 белая ладья · f2 белая пешка · e1 белая ладья · g1 белый король | e8 чёрная ладья · g8 чёрный король · a7 чёрный слон · b7 чёрная пешка · f7 чёрный ферзь · a6 чёрная пешка · e6 чёрная пешка · f6 чёрная пешка · d5 чёрный конь · f5 чёрный конь · g5 белый слон · h5 чёрная пешка · b4 белая пешка · d4 белая пешка · a3 белая пешка · d3 белый ферзь · f3 белый конь · g3 белая пешка · h3 белая пешка · e2 белая ладья · f2 белая пешка · e1 белая ладья · g1 белый король | e8 чёрная ладья · g8 чёрный король · a7 чёрный слон · b7 чёрная пешка · f7 чёрный ферзь · a6 чёрная пешка · e6 чёрная пешка · f6 чёрная пешка · d5 чёрный конь · f5 чёрный конь · g5 белый слон · h5 чёрная пешка · b4 белая пешка · d4 белая пешка · a3 белая пешка · d3 белый ферзь · f3 белый конь · g3 белая пешка · h3 белая пешка · e2 белая ладья · f2 белая пешка · e1 белая ладья · g1 белый король | e8 чёрная ладья · g8 чёрный король · a7 чёрный слон · b7 чёрная пешка · f7 чёрный ферзь · a6 чёрная пешка · e6 чёрная пешка · f6 чёрная пешка · d5 чёрный конь · f5 чёрный конь · g5 белый слон · h5 чёрная пешка · b4 белая пешка · d4 белая пешка · a3 белая пешка · d3 белый ферзь · f3 белый конь · g3 белая пешка · h3 белая пешка · e2 белая ладья · f2 белая пешка · e1 белая ладья · g1 белый король | e8 чёрная ладья · g8 чёрный король · a7 чёрный слон · b7 чёрная пешка · f7 чёрный ферзь · a6 чёрная пешка · e6 чёрная пешка · f6 чёрная пешка · d5 чёрный конь · f5 чёрный конь · g5 белый слон · h5 чёрная пешка · b4 белая пешка · d4 белая пешка · a3 белая пешка · d3 белый ферзь · f3 белый конь · g3 белая пешка · h3 белая пешка · e2 белая ладья · f2 белая пешка · e1 белая ладья · g1 белый король | 8 |
| 7 | e8 чёрная ладья · g8 чёрный король · a7 чёрный слон · b7 чёрная пешка · f7 чёрный ферзь · a6 чёрная пешка · e6 чёрная пешка · f6 чёрная пешка · d5 чёрный конь · f5 чёрный конь · g5 белый слон · h5 чёрная пешка · b4 белая пешка · d4 белая пешка · a3 белая пешка · d3 белый ферзь · f3 белый конь · g3 белая пешка · h3 белая пешка · e2 белая ладья · f2 белая пешка · e1 белая ладья · g1 белый король | e8 чёрная ладья · g8 чёрный король · a7 чёрный слон · b7 чёрная пешка · f7 чёрный ферзь · a6 чёрная пешка · e6 чёрная пешка · f6 чёрная пешка · d5 чёрный конь · f5 чёрный конь · g5 белый слон · h5 чёрная пешка · b4 белая пешка · d4 белая пешка · a3 белая пешка · d3 белый ферзь · f3 белый конь · g3 белая пешка · h3 белая пешка · e2 белая ладья · f2 белая пешка · e1 белая ладья · g1 белый король | e8 чёрная ладья · g8 чёрный король · a7 чёрный слон · b7 чёрная пешка · f7 чёрный ферзь · a6 чёрная пешка · e6 чёрная пешка · f6 чёрная пешка · d5 чёрный конь · f5 чёрный конь · g5 белый слон · h5 чёрная пешка · b4 белая пешка · d4 белая пешка · a3 белая пешка · d3 белый ферзь · f3 белый конь · g3 белая пешка · h3 белая пешка · e2 белая ладья · f2 белая пешка · e1 белая ладья · g1 белый король | e8 чёрная ладья · g8 чёрный король · a7 чёрный слон · b7 чёрная пешка · f7 чёрный ферзь · a6 чёрная пешка · e6 чёрная пешка · f6 чёрная пешка · d5 чёрный конь · f5 чёрный конь · g5 белый слон · h5 чёрная пешка · b4 белая пешка · d4 белая пешка · a3 белая пешка · d3 белый ферзь · f3 белый конь · g3 белая пешка · h3 белая пешка · e2 белая ладья · f2 белая пешка · e1 белая ладья · g1 белый король | e8 чёрная ладья · g8 чёрный король · a7 чёрный слон · b7 чёрная пешка · f7 чёрный ферзь · a6 чёрная пешка · e6 чёрная пешка · f6 чёрная пешка · d5 чёрный конь · f5 чёрный конь · g5 белый слон · h5 чёрная пешка · b4 белая пешка · d4 белая пешка · a3 белая пешка · d3 белый ферзь · f3 белый конь · g3 белая пешка · h3 белая пешка · e2 белая ладья · f2 белая пешка · e1 белая ладья · g1 белый король | e8 чёрная ладья · g8 чёрный король · a7 чёрный слон · b7 чёрная пешка · f7 чёрный ферзь · a6 чёрная пешка · e6 чёрная пешка · f6 чёрная пешка · d5 чёрный конь · f5 чёрный конь · g5 белый слон · h5 чёрная пешка · b4 белая пешка · d4 белая пешка · a3 белая пешка · d3 белый ферзь · f3 белый конь · g3 белая пешка · h3 белая пешка · e2 белая ладья · f2 белая пешка · e1 белая ладья · g1 белый король | e8 чёрная ладья · g8 чёрный король · a7 чёрный слон · b7 чёрная пешка · f7 чёрный ферзь · a6 чёрная пешка · e6 чёрная пешка · f6 чёрная пешка · d5 чёрный конь · f5 чёрный конь · g5 белый слон · h5 чёрная пешка · b4 белая пешка · d4 белая пешка · a3 белая пешка · d3 белый ферзь · f3 белый конь · g3 белая пешка · h3 белая пешка · e2 белая ладья · f2 белая пешка · e1 белая ладья · g1 белый король | e8 чёрная ладья · g8 чёрный король · a7 чёрный слон · b7 чёрная пешка · f7 чёрный ферзь · a6 чёрная пешка · e6 чёрная пешка · f6 чёрная пешка · d5 чёрный конь · f5 чёрный конь · g5 белый слон · h5 чёрная пешка · b4 белая пешка · d4 белая пешка · a3 белая пешка · d3 белый ферзь · f3 белый конь · g3 белая пешка · h3 белая пешка · e2 белая ладья · f2 белая пешка · e1 белая ладья · g1 белый король | 7 |
| 6 | e8 чёрная ладья · g8 чёрный король · a7 чёрный слон · b7 чёрная пешка · f7 чёрный ферзь · a6 чёрная пешка · e6 чёрная пешка · f6 чёрная пешка · d5 чёрный конь · f5 чёрный конь · g5 белый слон · h5 чёрная пешка · b4 белая пешка · d4 белая пешка · a3 белая пешка · d3 белый ферзь · f3 белый конь · g3 белая пешка · h3 белая пешка · e2 белая ладья · f2 белая пешка · e1 белая ладья · g1 белый король | e8 чёрная ладья · g8 чёрный король · a7 чёрный слон · b7 чёрная пешка · f7 чёрный ферзь · a6 чёрная пешка · e6 чёрная пешка · f6 чёрная пешка · d5 чёрный конь · f5 чёрный конь · g5 белый слон · h5 чёрная пешка · b4 белая пешка · d4 белая пешка · a3 белая пешка · d3 белый ферзь · f3 белый конь · g3 белая пешка · h3 белая пешка · e2 белая ладья · f2 белая пешка · e1 белая ладья · g1 белый король | e8 чёрная ладья · g8 чёрный король · a7 чёрный слон · b7 чёрная пешка · f7 чёрный ферзь · a6 чёрная пешка · e6 чёрная пешка · f6 чёрная пешка · d5 чёрный конь · f5 чёрный конь · g5 белый слон · h5 чёрная пешка · b4 белая пешка · d4 белая пешка · a3 белая пешка · d3 белый ферзь · f3 белый конь · g3 белая пешка · h3 белая пешка · e2 белая ладья · f2 белая пешка · e1 белая ладья · g1 белый король | e8 чёрная ладья · g8 чёрный король · a7 чёрный слон · b7 чёрная пешка · f7 чёрный ферзь · a6 чёрная пешка · e6 чёрная пешка · f6 чёрная пешка · d5 чёрный конь · f5 чёрный конь · g5 белый слон · h5 чёрная пешка · b4 белая пешка · d4 белая пешка · a3 белая пешка · d3 белый ферзь · f3 белый конь · g3 белая пешка · h3 белая пешка · e2 белая ладья · f2 белая пешка · e1 белая ладья · g1 белый король | e8 чёрная ладья · g8 чёрный король · a7 чёрный слон · b7 чёрная пешка · f7 чёрный ферзь · a6 чёрная пешка · e6 чёрная пешка · f6 чёрная пешка · d5 чёрный конь · f5 чёрный конь · g5 белый слон · h5 чёрная пешка · b4 белая пешка · d4 белая пешка · a3 белая пешка · d3 белый ферзь · f3 белый конь · g3 белая пешка · h3 белая пешка · e2 белая ладья · f2 белая пешка · e1 белая ладья · g1 белый король | e8 чёрная ладья · g8 чёрный король · a7 чёрный слон · b7 чёрная пешка · f7 чёрный ферзь · a6 чёрная пешка · e6 чёрная пешка · f6 чёрная пешка · d5 чёрный конь · f5 чёрный конь · g5 белый слон · h5 чёрная пешка · b4 белая пешка · d4 белая пешка · a3 белая пешка · d3 белый ферзь · f3 белый конь · g3 белая пешка · h3 белая пешка · e2 белая ладья · f2 белая пешка · e1 белая ладья · g1 белый король | e8 чёрная ладья · g8 чёрный король · a7 чёрный слон · b7 чёрная пешка · f7 чёрный ферзь · a6 чёрная пешка · e6 чёрная пешка · f6 чёрная пешка · d5 чёрный конь · f5 чёрный конь · g5 белый слон · h5 чёрная пешка · b4 белая пешка · d4 белая пешка · a3 белая пешка · d3 белый ферзь · f3 белый конь · g3 белая пешка · h3 белая пешка · e2 белая ладья · f2 белая пешка · e1 белая ладья · g1 белый король | e8 чёрная ладья · g8 чёрный король · a7 чёрный слон · b7 чёрная пешка · f7 чёрный ферзь · a6 чёрная пешка · e6 чёрная пешка · f6 чёрная пешка · d5 чёрный конь · f5 чёрный конь · g5 белый слон · h5 чёрная пешка · b4 белая пешка · d4 белая пешка · a3 белая пешка · d3 белый ферзь · f3 белый конь · g3 белая пешка · h3 белая пешка · e2 белая ладья · f2 белая пешка · e1 белая ладья · g1 белый король | 6 |
| 5 | e8 чёрная ладья · g8 чёрный король · a7 чёрный слон · b7 чёрная пешка · f7 чёрный ферзь · a6 чёрная пешка · e6 чёрная пешка · f6 чёрная пешка · d5 чёрный конь · f5 чёрный конь · g5 белый слон · h5 чёрная пешка · b4 белая пешка · d4 белая пешка · a3 белая пешка · d3 белый ферзь · f3 белый конь · g3 белая пешка · h3 белая пешка · e2 белая ладья · f2 белая пешка · e1 белая ладья · g1 белый король | e8 чёрная ладья · g8 чёрный король · a7 чёрный слон · b7 чёрная пешка · f7 чёрный ферзь · a6 чёрная пешка · e6 чёрная пешка · f6 чёрная пешка · d5 чёрный конь · f5 чёрный конь · g5 белый слон · h5 чёрная пешка · b4 белая пешка · d4 белая пешка · a3 белая пешка · d3 белый ферзь · f3 белый конь · g3 белая пешка · h3 белая пешка · e2 белая ладья · f2 белая пешка · e1 белая ладья · g1 белый король | e8 чёрная ладья · g8 чёрный король · a7 чёрный слон · b7 чёрная пешка · f7 чёрный ферзь · a6 чёрная пешка · e6 чёрная пешка · f6 чёрная пешка · d5 чёрный конь · f5 чёрный конь · g5 белый слон · h5 чёрная пешка · b4 белая пешка · d4 белая пешка · a3 белая пешка · d3 белый ферзь · f3 белый конь · g3 белая пешка · h3 белая пешка · e2 белая ладья · f2 белая пешка · e1 белая ладья · g1 белый король | e8 чёрная ладья · g8 чёрный король · a7 чёрный слон · b7 чёрная пешка · f7 чёрный ферзь · a6 чёрная пешка · e6 чёрная пешка · f6 чёрная пешка · d5 чёрный конь · f5 чёрный конь · g5 белый слон · h5 чёрная пешка · b4 белая пешка · d4 белая пешка · a3 белая пешка · d3 белый ферзь · f3 белый конь · g3 белая пешка · h3 белая пешка · e2 белая ладья · f2 белая пешка · e1 белая ладья · g1 белый король | e8 чёрная ладья · g8 чёрный король · a7 чёрный слон · b7 чёрная пешка · f7 чёрный ферзь · a6 чёрная пешка · e6 чёрная пешка · f6 чёрная пешка · d5 чёрный конь · f5 чёрный конь · g5 белый слон · h5 чёрная пешка · b4 белая пешка · d4 белая пешка · a3 белая пешка · d3 белый ферзь · f3 белый конь · g3 белая пешка · h3 белая пешка · e2 белая ладья · f2 белая пешка · e1 белая ладья · g1 белый король | e8 чёрная ладья · g8 чёрный король · a7 чёрный слон · b7 чёрная пешка · f7 чёрный ферзь · a6 чёрная пешка · e6 чёрная пешка · f6 чёрная пешка · d5 чёрный конь · f5 чёрный конь · g5 белый слон · h5 чёрная пешка · b4 белая пешка · d4 белая пешка · a3 белая пешка · d3 белый ферзь · f3 белый конь · g3 белая пешка · h3 белая пешка · e2 белая ладья · f2 белая пешка · e1 белая ладья · g1 белый король | e8 чёрная ладья · g8 чёрный король · a7 чёрный слон · b7 чёрная пешка · f7 чёрный ферзь · a6 чёрная пешка · e6 чёрная пешка · f6 чёрная пешка · d5 чёрный конь · f5 чёрный конь · g5 белый слон · h5 чёрная пешка · b4 белая пешка · d4 белая пешка · a3 белая пешка · d3 белый ферзь · f3 белый конь · g3 белая пешка · h3 белая пешка · e2 белая ладья · f2 белая пешка · e1 белая ладья · g1 белый король | e8 чёрная ладья · g8 чёрный король · a7 чёрный слон · b7 чёрная пешка · f7 чёрный ферзь · a6 чёрная пешка · e6 чёрная пешка · f6 чёрная пешка · d5 чёрный конь · f5 чёрный конь · g5 белый слон · h5 чёрная пешка · b4 белая пешка · d4 белая пешка · a3 белая пешка · d3 белый ферзь · f3 белый конь · g3 белая пешка · h3 белая пешка · e2 белая ладья · f2 белая пешка · e1 белая ладья · g1 белый король | 5 |
| 4 | e8 чёрная ладья · g8 чёрный король · a7 чёрный слон · b7 чёрная пешка · f7 чёрный ферзь · a6 чёрная пешка · e6 чёрная пешка · f6 чёрная пешка · d5 чёрный конь · f5 чёрный конь · g5 белый слон · h5 чёрная пешка · b4 белая пешка · d4 белая пешка · a3 белая пешка · d3 белый ферзь · f3 белый конь · g3 белая пешка · h3 белая пешка · e2 белая ладья · f2 белая пешка · e1 белая ладья · g1 белый король | e8 чёрная ладья · g8 чёрный король · a7 чёрный слон · b7 чёрная пешка · f7 чёрный ферзь · a6 чёрная пешка · e6 чёрная пешка · f6 чёрная пешка · d5 чёрный конь · f5 чёрный конь · g5 белый слон · h5 чёрная пешка · b4 белая пешка · d4 белая пешка · a3 белая пешка · d3 белый ферзь · f3 белый конь · g3 белая пешка · h3 белая пешка · e2 белая ладья · f2 белая пешка · e1 белая ладья · g1 белый король | e8 чёрная ладья · g8 чёрный король · a7 чёрный слон · b7 чёрная пешка · f7 чёрный ферзь · a6 чёрная пешка · e6 чёрная пешка · f6 чёрная пешка · d5 чёрный конь · f5 чёрный конь · g5 белый слон · h5 чёрная пешка · b4 белая пешка · d4 белая пешка · a3 белая пешка · d3 белый ферзь · f3 белый конь · g3 белая пешка · h3 белая пешка · e2 белая ладья · f2 белая пешка · e1 белая ладья · g1 белый король | e8 чёрная ладья · g8 чёрный король · a7 чёрный слон · b7 чёрная пешка · f7 чёрный ферзь · a6 чёрная пешка · e6 чёрная пешка · f6 чёрная пешка · d5 чёрный конь · f5 чёрный конь · g5 белый слон · h5 чёрная пешка · b4 белая пешка · d4 белая пешка · a3 белая пешка · d3 белый ферзь · f3 белый конь · g3 белая пешка · h3 белая пешка · e2 белая ладья · f2 белая пешка · e1 белая ладья · g1 белый король | e8 чёрная ладья · g8 чёрный король · a7 чёрный слон · b7 чёрная пешка · f7 чёрный ферзь · a6 чёрная пешка · e6 чёрная пешка · f6 чёрная пешка · d5 чёрный конь · f5 чёрный конь · g5 белый слон · h5 чёрная пешка · b4 белая пешка · d4 белая пешка · a3 белая пешка · d3 белый ферзь · f3 белый конь · g3 белая пешка · h3 белая пешка · e2 белая ладья · f2 белая пешка · e1 белая ладья · g1 белый король | e8 чёрная ладья · g8 чёрный король · a7 чёрный слон · b7 чёрная пешка · f7 чёрный ферзь · a6 чёрная пешка · e6 чёрная пешка · f6 чёрная пешка · d5 чёрный конь · f5 чёрный конь · g5 белый слон · h5 чёрная пешка · b4 белая пешка · d4 белая пешка · a3 белая пешка · d3 белый ферзь · f3 белый конь · g3 белая пешка · h3 белая пешка · e2 белая ладья · f2 белая пешка · e1 белая ладья · g1 белый король | e8 чёрная ладья · g8 чёрный король · a7 чёрный слон · b7 чёрная пешка · f7 чёрный ферзь · a6 чёрная пешка · e6 чёрная пешка · f6 чёрная пешка · d5 чёрный конь · f5 чёрный конь · g5 белый слон · h5 чёрная пешка · b4 белая пешка · d4 белая пешка · a3 белая пешка · d3 белый ферзь · f3 белый конь · g3 белая пешка · h3 белая пешка · e2 белая ладья · f2 белая пешка · e1 белая ладья · g1 белый король | e8 чёрная ладья · g8 чёрный король · a7 чёрный слон · b7 чёрная пешка · f7 чёрный ферзь · a6 чёрная пешка · e6 чёрная пешка · f6 чёрная пешка · d5 чёрный конь · f5 чёрный конь · g5 белый слон · h5 чёрная пешка · b4 белая пешка · d4 белая пешка · a3 белая пешка · d3 белый ферзь · f3 белый конь · g3 белая пешка · h3 белая пешка · e2 белая ладья · f2 белая пешка · e1 белая ладья · g1 белый король | 4 |
| 3 | e8 чёрная ладья · g8 чёрный король · a7 чёрный слон · b7 чёрная пешка · f7 чёрный ферзь · a6 чёрная пешка · e6 чёрная пешка · f6 чёрная пешка · d5 чёрный конь · f5 чёрный конь · g5 белый слон · h5 чёрная пешка · b4 белая пешка · d4 белая пешка · a3 белая пешка · d3 белый ферзь · f3 белый конь · g3 белая пешка · h3 белая пешка · e2 белая ладья · f2 белая пешка · e1 белая ладья · g1 белый король | e8 чёрная ладья · g8 чёрный король · a7 чёрный слон · b7 чёрная пешка · f7 чёрный ферзь · a6 чёрная пешка · e6 чёрная пешка · f6 чёрная пешка · d5 чёрный конь · f5 чёрный конь · g5 белый слон · h5 чёрная пешка · b4 белая пешка · d4 белая пешка · a3 белая пешка · d3 белый ферзь · f3 белый конь · g3 белая пешка · h3 белая пешка · e2 белая ладья · f2 белая пешка · e1 белая ладья · g1 белый король | e8 чёрная ладья · g8 чёрный король · a7 чёрный слон · b7 чёрная пешка · f7 чёрный ферзь · a6 чёрная пешка · e6 чёрная пешка · f6 чёрная пешка · d5 чёрный конь · f5 чёрный конь · g5 белый слон · h5 чёрная пешка · b4 белая пешка · d4 белая пешка · a3 белая пешка · d3 белый ферзь · f3 белый конь · g3 белая пешка · h3 белая пешка · e2 белая ладья · f2 белая пешка · e1 белая ладья · g1 белый король | e8 чёрная ладья · g8 чёрный король · a7 чёрный слон · b7 чёрная пешка · f7 чёрный ферзь · a6 чёрная пешка · e6 чёрная пешка · f6 чёрная пешка · d5 чёрный конь · f5 чёрный конь · g5 белый слон · h5 чёрная пешка · b4 белая пешка · d4 белая пешка · a3 белая пешка · d3 белый ферзь · f3 белый конь · g3 белая пешка · h3 белая пешка · e2 белая ладья · f2 белая пешка · e1 белая ладья · g1 белый король | e8 чёрная ладья · g8 чёрный король · a7 чёрный слон · b7 чёрная пешка · f7 чёрный ферзь · a6 чёрная пешка · e6 чёрная пешка · f6 чёрная пешка · d5 чёрный конь · f5 чёрный конь · g5 белый слон · h5 чёрная пешка · b4 белая пешка · d4 белая пешка · a3 белая пешка · d3 белый ферзь · f3 белый конь · g3 белая пешка · h3 белая пешка · e2 белая ладья · f2 белая пешка · e1 белая ладья · g1 белый король | e8 чёрная ладья · g8 чёрный король · a7 чёрный слон · b7 чёрная пешка · f7 чёрный ферзь · a6 чёрная пешка · e6 чёрная пешка · f6 чёрная пешка · d5 чёрный конь · f5 чёрный конь · g5 белый слон · h5 чёрная пешка · b4 белая пешка · d4 белая пешка · a3 белая пешка · d3 белый ферзь · f3 белый конь · g3 белая пешка · h3 белая пешка · e2 белая ладья · f2 белая пешка · e1 белая ладья · g1 белый король | e8 чёрная ладья · g8 чёрный король · a7 чёрный слон · b7 чёрная пешка · f7 чёрный ферзь · a6 чёрная пешка · e6 чёрная пешка · f6 чёрная пешка · d5 чёрный конь · f5 чёрный конь · g5 белый слон · h5 чёрная пешка · b4 белая пешка · d4 белая пешка · a3 белая пешка · d3 белый ферзь · f3 белый конь · g3 белая пешка · h3 белая пешка · e2 белая ладья · f2 белая пешка · e1 белая ладья · g1 белый король | e8 чёрная ладья · g8 чёрный король · a7 чёрный слон · b7 чёрная пешка · f7 чёрный ферзь · a6 чёрная пешка · e6 чёрная пешка · f6 чёрная пешка · d5 чёрный конь · f5 чёрный конь · g5 белый слон · h5 чёрная пешка · b4 белая пешка · d4 белая пешка · a3 белая пешка · d3 белый ферзь · f3 белый конь · g3 белая пешка · h3 белая пешка · e2 белая ладья · f2 белая пешка · e1 белая ладья · g1 белый король | 3 |
| 2 | e8 чёрная ладья · g8 чёрный король · a7 чёрный слон · b7 чёрная пешка · f7 чёрный ферзь · a6 чёрная пешка · e6 чёрная пешка · f6 чёрная пешка · d5 чёрный конь · f5 чёрный конь · g5 белый слон · h5 чёрная пешка · b4 белая пешка · d4 белая пешка · a3 белая пешка · d3 белый ферзь · f3 белый конь · g3 белая пешка · h3 белая пешка · e2 белая ладья · f2 белая пешка · e1 белая ладья · g1 белый король | e8 чёрная ладья · g8 чёрный король · a7 чёрный слон · b7 чёрная пешка · f7 чёрный ферзь · a6 чёрная пешка · e6 чёрная пешка · f6 чёрная пешка · d5 чёрный конь · f5 чёрный конь · g5 белый слон · h5 чёрная пешка · b4 белая пешка · d4 белая пешка · a3 белая пешка · d3 белый ферзь · f3 белый конь · g3 белая пешка · h3 белая пешка · e2 белая ладья · f2 белая пешка · e1 белая ладья · g1 белый король | e8 чёрная ладья · g8 чёрный король · a7 чёрный слон · b7 чёрная пешка · f7 чёрный ферзь · a6 чёрная пешка · e6 чёрная пешка · f6 чёрная пешка · d5 чёрный конь · f5 чёрный конь · g5 белый слон · h5 чёрная пешка · b4 белая пешка · d4 белая пешка · a3 белая пешка · d3 белый ферзь · f3 белый конь · g3 белая пешка · h3 белая пешка · e2 белая ладья · f2 белая пешка · e1 белая ладья · g1 белый король | e8 чёрная ладья · g8 чёрный король · a7 чёрный слон · b7 чёрная пешка · f7 чёрный ферзь · a6 чёрная пешка · e6 чёрная пешка · f6 чёрная пешка · d5 чёрный конь · f5 чёрный конь · g5 белый слон · h5 чёрная пешка · b4 белая пешка · d4 белая пешка · a3 белая пешка · d3 белый ферзь · f3 белый конь · g3 белая пешка · h3 белая пешка · e2 белая ладья · f2 белая пешка · e1 белая ладья · g1 белый король | e8 чёрная ладья · g8 чёрный король · a7 чёрный слон · b7 чёрная пешка · f7 чёрный ферзь · a6 чёрная пешка · e6 чёрная пешка · f6 чёрная пешка · d5 чёрный конь · f5 чёрный конь · g5 белый слон · h5 чёрная пешка · b4 белая пешка · d4 белая пешка · a3 белая пешка · d3 белый ферзь · f3 белый конь · g3 белая пешка · h3 белая пешка · e2 белая ладья · f2 белая пешка · e1 белая ладья · g1 белый король | e8 чёрная ладья · g8 чёрный король · a7 чёрный слон · b7 чёрная пешка · f7 чёрный ферзь · a6 чёрная пешка · e6 чёрная пешка · f6 чёрная пешка · d5 чёрный конь · f5 чёрный конь · g5 белый слон · h5 чёрная пешка · b4 белая пешка · d4 белая пешка · a3 белая пешка · d3 белый ферзь · f3 белый конь · g3 белая пешка · h3 белая пешка · e2 белая ладья · f2 белая пешка · e1 белая ладья · g1 белый король | e8 чёрная ладья · g8 чёрный король · a7 чёрный слон · b7 чёрная пешка · f7 чёрный ферзь · a6 чёрная пешка · e6 чёрная пешка · f6 чёрная пешка · d5 чёрный конь · f5 чёрный конь · g5 белый слон · h5 чёрная пешка · b4 белая пешка · d4 белая пешка · a3 белая пешка · d3 белый ферзь · f3 белый конь · g3 белая пешка · h3 белая пешка · e2 белая ладья · f2 белая пешка · e1 белая ладья · g1 белый король | e8 чёрная ладья · g8 чёрный король · a7 чёрный слон · b7 чёрная пешка · f7 чёрный ферзь · a6 чёрная пешка · e6 чёрная пешка · f6 чёрная пешка · d5 чёрный конь · f5 чёрный конь · g5 белый слон · h5 чёрная пешка · b4 белая пешка · d4 белая пешка · a3 белая пешка · d3 белый ферзь · f3 белый конь · g3 белая пешка · h3 белая пешка · e2 белая ладья · f2 белая пешка · e1 белая ладья · g1 белый король | 2 |
| 1 | e8 чёрная ладья · g8 чёрный король · a7 чёрный слон · b7 чёрная пешка · f7 чёрный ферзь · a6 чёрная пешка · e6 чёрная пешка · f6 чёрная пешка · d5 чёрный конь · f5 чёрный конь · g5 белый слон · h5 чёрная пешка · b4 белая пешка · d4 белая пешка · a3 белая пешка · d3 белый ферзь · f3 белый конь · g3 белая пешка · h3 белая пешка · e2 белая ладья · f2 белая пешка · e1 белая ладья · g1 белый король | e8 чёрная ладья · g8 чёрный король · a7 чёрный слон · b7 чёрная пешка · f7 чёрный ферзь · a6 чёрная пешка · e6 чёрная пешка · f6 чёрная пешка · d5 чёрный конь · f5 чёрный конь · g5 белый слон · h5 чёрная пешка · b4 белая пешка · d4 белая пешка · a3 белая пешка · d3 белый ферзь · f3 белый конь · g3 белая пешка · h3 белая пешка · e2 белая ладья · f2 белая пешка · e1 белая ладья · g1 белый король | e8 чёрная ладья · g8 чёрный король · a7 чёрный слон · b7 чёрная пешка · f7 чёрный ферзь · a6 чёрная пешка · e6 чёрная пешка · f6 чёрная пешка · d5 чёрный конь · f5 чёрный конь · g5 белый слон · h5 чёрная пешка · b4 белая пешка · d4 белая пешка · a3 белая пешка · d3 белый ферзь · f3 белый конь · g3 белая пешка · h3 белая пешка · e2 белая ладья · f2 белая пешка · e1 белая ладья · g1 белый король | e8 чёрная ладья · g8 чёрный король · a7 чёрный слон · b7 чёрная пешка · f7 чёрный ферзь · a6 чёрная пешка · e6 чёрная пешка · f6 чёрная пешка · d5 чёрный конь · f5 чёрный конь · g5 белый слон · h5 чёрная пешка · b4 белая пешка · d4 белая пешка · a3 белая пешка · d3 белый ферзь · f3 белый конь · g3 белая пешка · h3 белая пешка · e2 белая ладья · f2 белая пешка · e1 белая ладья · g1 белый король | e8 чёрная ладья · g8 чёрный король · a7 чёрный слон · b7 чёрная пешка · f7 чёрный ферзь · a6 чёрная пешка · e6 чёрная пешка · f6 чёрная пешка · d5 чёрный конь · f5 чёрный конь · g5 белый слон · h5 чёрная пешка · b4 белая пешка · d4 белая пешка · a3 белая пешка · d3 белый ферзь · f3 белый конь · g3 белая пешка · h3 белая пешка · e2 белая ладья · f2 белая пешка · e1 белая ладья · g1 белый король | e8 чёрная ладья · g8 чёрный король · a7 чёрный слон · b7 чёрная пешка · f7 чёрный ферзь · a6 чёрная пешка · e6 чёрная пешка · f6 чёрная пешка · d5 чёрный конь · f5 чёрный конь · g5 белый слон · h5 чёрная пешка · b4 белая пешка · d4 белая пешка · a3 белая пешка · d3 белый ферзь · f3 белый конь · g3 белая пешка · h3 белая пешка · e2 белая ладья · f2 белая пешка · e1 белая ладья · g1 белый король | e8 чёрная ладья · g8 чёрный король · a7 чёрный слон · b7 чёрная пешка · f7 чёрный ферзь · a6 чёрная пешка · e6 чёрная пешка · f6 чёрная пешка · d5 чёрный конь · f5 чёрный конь · g5 белый слон · h5 чёрная пешка · b4 белая пешка · d4 белая пешка · a3 белая пешка · d3 белый ферзь · f3 белый конь · g3 белая пешка · h3 белая пешка · e2 белая ладья · f2 белая пешка · e1 белая ладья · g1 белый король | e8 чёрная ладья · g8 чёрный король · a7 чёрный слон · b7 чёрная пешка · f7 чёрный ферзь · a6 чёрная пешка · e6 чёрная пешка · f6 чёрная пешка · d5 чёрный конь · f5 чёрный конь · g5 белый слон · h5 чёрная пешка · b4 белая пешка · d4 белая пешка · a3 белая пешка · d3 белый ферзь · f3 белый конь · g3 белая пешка · h3 белая пешка · e2 белая ладья · f2 белая пешка · e1 белая ладья · g1 белый король | 1 |
|   | a | b | c | d | e | f | g | h |   |

1.e4 c6 2.d4 d5 3.exd5 cxd5 4.c4 Кf6 5.Кc3 e6 6.Кf3 Сb4 7.cxd5 Кxd5 8.Фc2 Кc6 9.a3 Сd6 10.Сd3 h6 11.O-O O-O 12.Лe1 Кce7 13.Кe5 f6 14.Кf3 Сd7 15.Фe2 Фb6 16.Сd2 Лae8 17.Кe4 Кf5 18.b4 Сb8 19.Кc5 Фd6 20.g3 g5 21.Кxd7 Фxd7 22.Сb5 Фf7 23.Сxe8 Лxe8 24.Фe4 h5 25.Лe2 a6 26.Лae1 Сa7 27.h3 Кd6 28.Фd3 Кf5 29.Сxg5 (см. диаграмму) fxg5 30.Кxg5 Фf6 31.Кxe6 Сb8 32.Фf3 Кde7 33.Фxh5 Кg6 34.Лe4 Сxg3 35.fxg3 Кxg3 36.Фxg6+ Фxg6 37.Лg4 Крh7 38.Лxg6 Крxg6 39.Лe5 Крf6 40.Крf2 Лg8 41.Кc5 Кh1+ 42.Крe2 Лg2+ 43.Крf1 Лa2 44.Лe3 Крg5 45.Лf3 Крh4 46.Кe4 b5 47.Лe3 Лc2 48.Крg1 Лc1+ 49.Крg2 Лd1 50.d5 1 : 0